# Shinsaku Mochidome
Shinsaku Mochidome (japanisch 持留 新作 Mochidome Shinsaku; * 29. April 1988 in der Präfektur Osaka) ist ein japanischer Fußballspieler.

## Karriere
Mochidome erlernte das Fußballspielen in der Jugendmannschaft von Gamba Osaka. Seinen ersten Vertrag unterschrieb er 2007 bei Ehime FC. Der Verein spielte in der zweithöchsten Liga des Landes, der J2 League. Für den Verein absolvierte er 38 Ligaspiele. 2011 wechselte er zum Drittligisten V-Varen Nagasaki. 2012 wurde er mit dem Verein Meister der Japan Football League und stieg in die J2 League auf. Im Juli 2013 wechselte er zum Drittligisten Kamatamare Sanuki. 2013 wurde er mit dem Verein Vizemeister der Japan Football League und stieg in die J2 League auf. Danach spielte er bei Sagawa Printing.